# Bleu comme la mère
Pour plus de détails, voir Fiche technique et Distribution.
Bleu comme la mère est un court métrage français écrit et réalisé par Sarah-Laure Estragnat.

## Synopsis
Un matin, Lola, une petite de fille de 8 ans, apprend par hasard en classe, l'irréversible loi de la génétique.
Le soir chez elle, elle doit faire face à ses parents et à cette nouvelle révélation qui va changer sa vie et stopper net la candeur de l'enfance.

## Fiche technique
- Réalisation : Sarah-Laure Estragnat
- Scénaristes : Sarah-Laure Estragnat
- Photographie : Stephen Meance
- Musique originale : Yohann Zveig
- Montage : Pierre-Marie Croquet
- Son : Clément Neubrunn
- Scripte : Sarah-Lou Duriez
- Sociétés de production : Boburst Productions
- Producteur : Yohann Zveig
- Durée : 8 minutes

## Distribution
- Jeanne Dauny : Lola
- Barbara Grau : la mère
- Olivier Mag : le père
- Marie Coulangeon : l'institutrice

## Distinctions
- Festival de Cannes 2016 - Sélection au Short Film Corner